# Bronce (color)
El bronce es un color marrón metálico que se asemeja al metal de la aleación de bronce.
El primer uso registrado de bronce como nombre de color en inglés fue en 1753.

## Variaciones

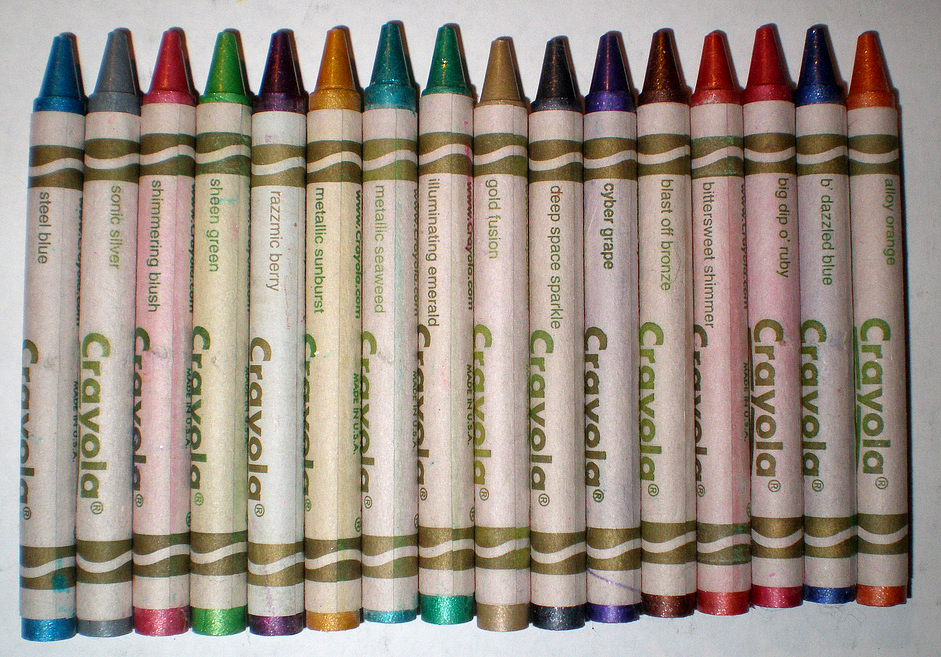
Crayones Crayola Metallic FX. El bronce Blast-off es el quinto desde la derecha.

El bronce Blast-off es uno de los colores especiales de crayones metálicos de Crayola llamado Metallic FX, cuyos colores fueron formulados por Crayola en 2001.

### Bronce antiguo
El primer uso registrado de bronce antiguo como nombre de color en inglés fue en 1910.